# 주인도네시아 대한민국 대사관
주인도네시아 대한민국 대사관(인도네시아어: Kedutaan Besar Republik Korea di Indonesia)은 대한민국 정부가 인도네시아 자카르타에 설치된 대사관이다. 현임 대사는 이상덕이다.

## 공관 연혁
- 1949년 12월 : 대한민국, 인도네시아를 국가로 승인함.
- 1966년 8월 : 양국 간 영사 관계 수립
- 1966년 12월 : 주자카르타 총영사관 개설
- 1973년 9월 : 대사급 외교 관계로 격상, 주인도네시아 대한민국 대사관 창설

## 관할 구역
인도네시아 전 지역을 관할한다. 2021년 3월에는 발리주 덴파사르에 주발리 대한민국 분관이 개관했다.

## 기본 정보
- 설치일 : 1973년 9월
- 설립 목적 : 인도네시아와의 정치 및 경제 협력 증진 및 외무 영사 업무
- 주요 활동 : 여권, 공증, 비자, 가족관계등록부, 병역 등의 영사서비스를 필두로, 재외국민 보호 및 교민 사회 지원, 현지에 진출한 한국 기업에 대한 통상 정보 제공 등

## 소재지
소재지는 인도네시아를 기준으로 하며, 현지 언어 주소로 적용된다.
- Jalan Jenderal Gatot Subroto Kav. 57 Jakarta Selatan 12950

## 주요 업무
- 업무 시간 : 기본적으로는 오전 8시 30분 ~ 저녁 5시

1. 월~목요일 : 오전 8시 30분 ~ 정오, 오후 1시 ~ 저녁 5시
2. 금요일 : 오전 8시 30분 ~ 11시 30분, 오후 1시 ~ 저녁 5시
3. 영사과 민원창구 : 코로나19 범유행 이슈에 따른 사회적 제약 기간 중에는 오전 9시부터 오후 3시까지만 단축 운영

## 휴무일
- 매주 토요일, 일요일
- 대한민국의 공휴일 중 3·1절, 광복절, 개천절, 한글날
- 인도네시아의 공휴일 (주재국 공휴일)

## 역대 공관장

### 역대 총영사
- 초대 총영사 : 이창희 (1966년 11월 ~ 1968년 9월)
- 2대 총영사 : 한유동 (1968년 9월 ~ 1970년 1월)
- 3대 총영사 : 김좌겸 (1970년 1월 ~ 1973년 9월)

### 역대 대사
- 초대 대사 : 김좌겸 (1973년 9월 ~ 1974년 3월)
- 2대 대사 : 이재설 (1974년 3월 ~ 1979년 4월)
- 3대 대사 : 함영훈 (1979년 4월 ~ 1981년 1월)
- 4대 대사 : 한우석 (1981년 1월 ~ 1984년 4월)
- 5대 대사 : 최상섭 (1984년 4월 ~ 1987년 3월)
- 6대 대사 : 김영석 (1987년 3월 ~ 1989년 10월)
- 7대 대사 : 김재춘 (1989년 10월 ~ 1993년 1월)
- 8대 대사 : 장명관 (1993년 1월 ~ 1994년 2월)
- 9대 대사 : 김경철 (1994년 2월 ~ 1995년 3월)
- 10대 대사 : 민형기 (1995년 3월 ~ 1998년 5월)
- 11대 대사 : 홍정표 (1998년 5월 ~ 2000년 8월)
- 12대 대사 : 김재섭 (2000년 8월 ~ 2003년 2월)[B]
- 13대 대사 : 윤해중 (2003년 7월 ~ 2005년 5월)
- 14대 대사 : 이선진 (2005년 6월 ~ 2008년 5월)
- 15대 대사 : 김호영 (2008년 6월 ~ 2011년 3월)
- 16대 대사 : 김영선 (2011년 3월 ~ 2014년 4월)
- 17대 대사 : 조태영 (2014년 5월 ~ 2018년 2월)
- 18대 대사 : 김창범 (2018년 3월 ~ 2020년 7월)
- 19대 대사 : 박태성 (2020년 7월 ~ 2022년 12월)
- 20대 대사 : 이상덕 (2022년 12월 ~ 2024년 7월)
- 직무대리 : 박수덕 (2024년 7월 ~ 2024년 10월)
- 21대 대사 : 방문규 (2024년 10월 ~ )

## 같이 보기

### 일반 주제
- 대한민국-인도네시아 관계
- 주한 인도네시아 대사관

### 주변국에 설치된 한국 공관
- 주싱가포르 대한민국 대사관
- 주말레이시아 대한민국 대사관
- 주브루나이 대한민국 대사관
- 주동티모르 대한민국 대사관
- 주파푸아뉴기니 대한민국 대사관
- 주오스트레일리아 대한민국 대사관
- 주뉴질랜드 대한민국 대사관
- 주태국 대한민국 대사관
- 주미얀마 대한민국 대사관
- 주인도 대한민국 대사관